# Lactarius illyricus
Lactarius illyricus é um fungo que pertence ao gênero de cogumelos Lactarius na ordem Russulales. Encontrado na Eslovênia, foi descrito cientificamente por Piltaver em 1992.